# 1970 en aéronautique
Chronologie de l'aéronautique
- 1966
- 1967
- 1968
- 1969
- 1970
- 1971
- 1972
- 1973
- 1974

Cet article présente les faits marquants de l'année 1970 en aéronautique.

## Événements

### Janvier
- 1er janvier : création de la Société nationale industrielle aérospatiale (SNIAS), dite Aerospatiale, par fusion de trois sociétés spécialisées dans ce domaine : Nord-Aviation, Sud-Aviation et la Société pour l'étude et la réalisation d'engins balistiques (SEREB).
- 17 janvier : premier vol du prototype de chasseur-bombardier Soukhoï Su-24. Ce prototype et doté d'une voilure à géométrie variable.
- 22 janvier : première liaison New York-Londres en Boeing 747 de la Pan Am[1].

### Février
- 1er février : première traversée de la mer d'Irlande en ballon à air chaud réalisée par Raymond Munro entre Brittis Bay et Ennerdale.
- 11 février : le Japon lance son premier satellite Ohsumi avec une fusée Lambda 4S.

### Avril
- 11 - 17 avril : la mission Apollo 13, comportant les astronautes Jim Lovell, Jack Swigert et Fred Haise, est victime de l'explosion d'un réservoir d'oxygène provoquant l'arrêt de la mission et le retour mouvementé de l'équipage.
- 24 avril : lancement par la République populaire de Chine, de son premier satellite.

### Juillet
- 2 juillet : premier vol du prototype de la version biplace d'entraînement du Saab 37 Viggen.
- 5 juillet : le Vol Air Canada 621 s’écrase à l’atterrissage à Toronto.
- 16 juillet : premier vol de l'avion d'affaire Aérospatiale Corvette.
- 18 juillet : premier vol de l'avion de transport militaire italien Alenia G.222.

### Août
- 17 août : lancement de la sonde interplanétaire soviétique Venera 7 à destination de Vénus.
- 29 août : premier vol de l'avion de ligne McDonnell Douglas DC-10.

### Septembre

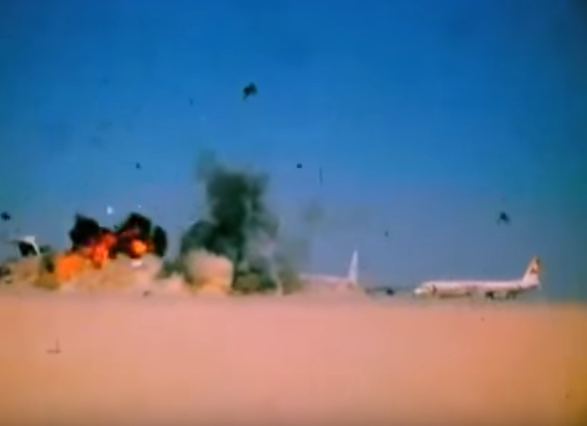
Destruction des avions de ligne détournés le 12 septembre 1970.

- 12 septembre : lancement de la sonde soviétique Luna 16, première sonde soviétique à ramener des échantillons lunaires sur Terre.
- 6 - 12 septembre : le FPLP (Front populaire de libération de la Palestine) détourne trois appareils, un Boeing 707 de la TWA, un Douglas DC-8 de Swissair et un Vickers VC-10 de la BOAC, sur l'aéroport de Zarka en Jordanie. Après 6 jours de tractation, la majorité des otages sont libérés puis les avions sont détruits par les terroristes.

### Octobre
- 19 octobre : Premier vol du prototype du chasseur israélien IAI Kfir.

### Novembre

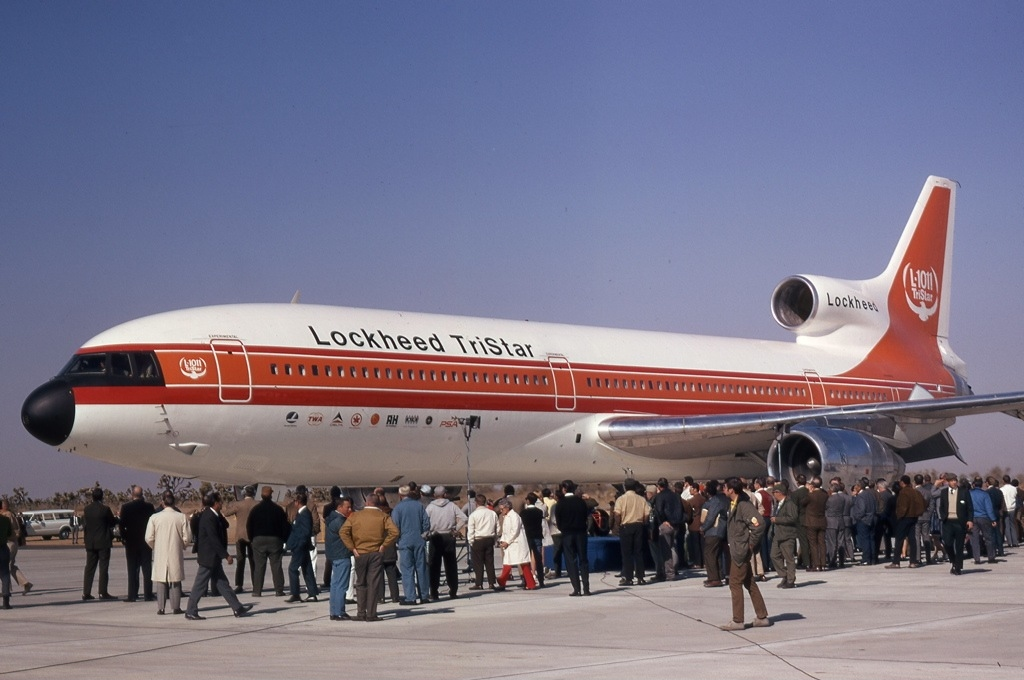
Prototype Lockheed L-1011-385-1 au jour du premier vol d'essai.

- 4 novembre : le prototype 001 du Concorde passe pour la première fois Mach 2.
- 10 novembre : lancement de la sonde soviétique Luna 17, celle-ci a pour mission de déposer un véhicule automatique baptisé Lunakhod, sur la Lune.
- 12 novembre : premier vol de l'avion de transport militaire japonais Kawasaki C-1.
- 16 novembre : premier vol de l'avion de ligne Lockheed L-1011 TriStar.

### Décembre
- 1er décembre : premier vol du Falcon 10 biréacteur d'affaires de Dassault Aviation[2].
- 18 décembre : création du GIE Airbus dans la perspective de construire l'Airbus A300.
- 21 décembre : premier vol du prototype de chasseur embarqué américain Grumman F-14 Tomcat.